# Горышин, Глеб Александрович
Глеб Александрович Горышин (15 марта 1931[…], Ленинград — 10 апреля 1998, Санкт-Петербург) — советский прозаик, редактор и журналист.

## Биография
Мать Анна Титовна (урождённая Дементьева, 1904—1979) была детским врачом. Отец Александр Иванович (1907—1970) в предвоенные годы был директором Ордежского леспромхоза, в 1941—1951 годах — управляющим трестом «Ленлес».
В 1949—1954 годах учился на отделении журналистики филфака ЛГУ. Печататься начал с первого курса университета. После окончания университета до весны 1957 года был собкором газеты «Сталинская смена» (с 1956 года — «Молодёжь Алтая») по Бийской группе районов и Горному Алтаю. С 1955 года печатался также в газете «Алтайская правда» в Барнауле.
В 1957 году вернулся в Ленинград, в этом же году опубликовал свой первый рассказ «Лучший лоцман» о лесосплавщиках на Бие. В 1958 году вышел его первый сборник рассказов «Хлеб и соль». В 1958—1962 годах подолгу бывал в Сибири как сотрудник геологических экспедиций и изыскательских партий в Восточных Саянах, в зоне затопления Братской ГЭС, в Забайкалье, на Дальнем Востоке и Алтае. Член СП СССР с 1960 года.
В 1962 году — корреспондент газеты «Правда» на Сахалине.
С 1973 года руководил отделом прозы ленинградского журнала «Аврора», а с 1977 по апрель 1982 года был главным редактором журнала. Эту должность он потерял из-за того, что в журнале был напечатан рассказ В. Голявкина «Юбилейная речь» (1981, № 12), в которой усмотрели намёк на 75-летие Брежнева.
Скончался от инфаркта. Похоронен на Комаровском кладбище.

Проза Горышина развивает тему превосходства человека, близкого к природе, над горожанином; в этом Горышин приближается к позиции М. Пришвина, К. Паустовского и И. Соколова-Микитова. Его проза во многом автобиографична, не богата действием, отдельные события изображаются часто в лаконично-сжатой манере.
— Вольфганг Казак

## Премии
- Премия имени Бунина (1995)

## Сборники
- Други мои: повести и рассказы. — М.: Современник, 1974. — 176 с.
- Повести и рассказы / вступ. ст. И. Кузьмичёва. — Л.: Художественная литература, Ленингр. отд-ние, 1976. — 359 с.
- С наилучшими пожеланиями: рассказы. — Л.: Советский писатель, Ленингр. отд-ние, 1977. — 560 с.
- Стар и млад: повести, рассказы, очерки / худож. И. Сальникова. — М.: Современник, 1978. — 447 с.
- Запонь: повести, рассказы, очерки / худож. Э. П. Соловьёва. — Л.: Лениздат, 1980. — 267 с.
- Избранное / вступ. ст. В. Лаврова; оформл. худож. Э. Соловьёвой. — Л.: Художественная литература, 1981. — 471 с.
- Чистая вода: рассказы / худож. Э. П. Соловьёва. — М.: Советская Россия, 1982. — 368 с.
- Весенняя охота на боровую дичь: повести и рассказы. — М.: Современник, 1986. — 447 с. — (Новинки «Современника»).
- Уроки доброты: встречи, портреты.— Л.: Советский писатель, 1986. — 512 с.
- Избранное / послесл.: Рощин Б. «Отсюда родом...»  —  Л.: Лениздат, 1988. — 511 с.
- Гора и Берег: повести. — М. : Современник, 1989. — 544 с.: ил. — (Новинки «Современника»).

## Книги
- Лучший лоцман, 1957
- Есть по Чуйскому тракту дорога…, 1957
- Хлеб и соль, 1958
- В тридцать лет, 1961
- Фиорд Одьба, 1961
- Синее око, 1963
- Снег в октябре, 1966
- Близко море, 1967
- Кто сидит у костра, 1968
- До полудня, 1968
- Лица встречных, 1971
- Водопад, 1971
- День-деньской, 1972
- Этим летом, 1975
- Стар и млад, 1978
- Запонь, 1980
- Чистая вода, 1982
- По тропинкам поля своего, 1983
- Весенняя охота на боровую дичь, 1986
- Уроки доброты, 1986
- Жребий. Рассказы о писателях, 1987
- На Алтайской тропе. М., Малыш, 1988
- Глядя в глаза Ладоге, 1989 (публицистика)
- Гора и Берег, 1989 (повести)
- Виденья, 1990 (стихи и проза)
- Слово Лешему, 1999 (роман)